# Costa Rica ai XVI Giochi olimpici invernali
La Costa Rica partecipò ai XVI Giochi olimpici invernali, svoltisi ad Albertville, Francia, dall'8 al 23 febbraio 1992, con una delegazione di 4 atleti impegnati in una disciplina.

## Delegazione
| Sport      | Uomini | Donne | Totale |
| ---------- | ------ | ----- | ------ |
| Sci alpino | 4      | 0     | 4      |
| Totale     | 4      | 0     | 4      |

## Sci alpino

### Uomini
| Atleta              | Evento          | Tempo     | Tempo     | Tempo   | Posizione |
| Atleta              | Evento          | 1ª manche | 2ª manche | Totale  | Posizione |
| ------------------- | --------------- | --------- | --------- | ------- | --------- |
| Martin Chernacov    | Slalom gigante  | DNF       | DNF       | DNF     | DNF       |
| Gabriel Chernacov   | Slalom gigante  | 2'11"34   | DNF       | DNF     | DNF       |
| Alejandro Preinfalk | Slalom gigante  | 2'04"91   | 2'44"15   | 4'49"06 | 91º       |
| Julián Muñoz        | Slalom gigante  | 1'47"78   | 1'58"73   | 3'46"51 | 90º       |
| Alejandro Preinfalk | Slalom speciale | 2'09"83   | 2'19"30   | 4'29"13 | 65º       |
| Julián Muñoz        | Slalom speciale | 1'53"09   | 1'51"02   | 3'44"11 | 64º       |